# Équipe de France masculine de basket-ball des moins de 18 ans
Cet article traite de l'équipe masculine. Pour l'équipe féminine, voir Équipe de France féminine de basket-ball des 18 ans et moins.
Maillots
Actualités
L'équipe de France de basket-ball des 18 ans et moins est la sélection des meilleurs joueurs français de 18 ans et moins. Elle est placée sous l'égide de la Fédération française de basket-ball. Le terme 18 ans et moins a remplacé la catégorie Junior.

## Palmarès
- Médaille d'or aux championnats d'Europe en 1992, 2000, 2006 et 2016.
- Médaille d'argent aux championnats d'Europe en 1964, 1996 et 2009.
- Médaille de bronze aux championnats d'Europe de 2004 et 2018.

## Parcours aux Championnats d'Europe
- 1964 :  2e
- 1966 : 7e
- 1968 : non qualifiée
- 1970 : non qualifiée
- 1972 : 6e
- 1974 : 8e
- 1976 : non qualifiée
- 1978 : 9e
- 1980 : 12e
- 1982 : 10e
- 1984 : non qualifiée
- 1986 : 10e
- 1988 : non qualifiée
- 1990 : 7e
- 1992 :  1er
- 1994 : 5e
- 1996 :  2e
- 1998 : 10e
- 2000 :  1er
- 2002 : 7e
- 2004 :  3e
- 2005 : 6e
- 2006 :  1er
- 2007 : 6e
- 2008 : 4e
- 2009 :  2e
- 2010 : 7e
- 2011 : 7e
- 2012 : 13e[1]
- 2013 : 7e
- 2014 : 9e
- 2015 : 6e
- 2016 :  1er
- 2017 : 6e
- 2018 :  3e
- 2019 : 5e
- 2022 : 5e
- 2023 : 4e
- 2024 : 5e